# Siegen
Siegen – uniwersyteckie miasto powiatowe w Niemczech, w kraju związkowym Nadrenia Północna-Westfalia, w rejencji Arnsberg, siedziba powiatu Siegen-Wittgenstein.

## Historia
Pierwsza wzmianka historyczna jako Sigena pochodzi z 1079 roku, prawa miejskie Siegen uzyskało w 1303 roku. Od 1381 roku należało w całości do rodu szlacheckiego Nassau. Pożary w latach 1592 i 1695 spowodowały znaczne zniszczenia. W 1815 roku miasto zostało przekazane państwu pruskiemu.

## Gospodarka
W mieście rozwinął się przemysł hutniczy, maszynowy, metalowy, elektrotechniczny oraz odzieżowy.

## Sport
- Sportfreunde Siegen – klub piłkarski

## Współpraca
Miejscowości partnerskie:
- Ieper, Belgia
- Katwijk, Niderlandy
- Leeds, Wielka Brytania
- Plauen, Saksonia
- Spandau, Berlin
- Zakopane, Polska

## Osoby urodzone w Siegen
- Peter Paul Rubens – malarz. W 1587 roku po śmierci ojca matka przeniosła się wraz z dziećmi do Antwerpii
- Fritz Busch – dyrygent, współtwórca i pierwszy dyrektor festiwalu w Glyndebourne, uważanego za muzyczny mózg[3] tego przedsięwzięcia
- Luca Waldschmidt – piłkarz, reprezentant Niemiec.